# Vervoer in Vaticaanstad

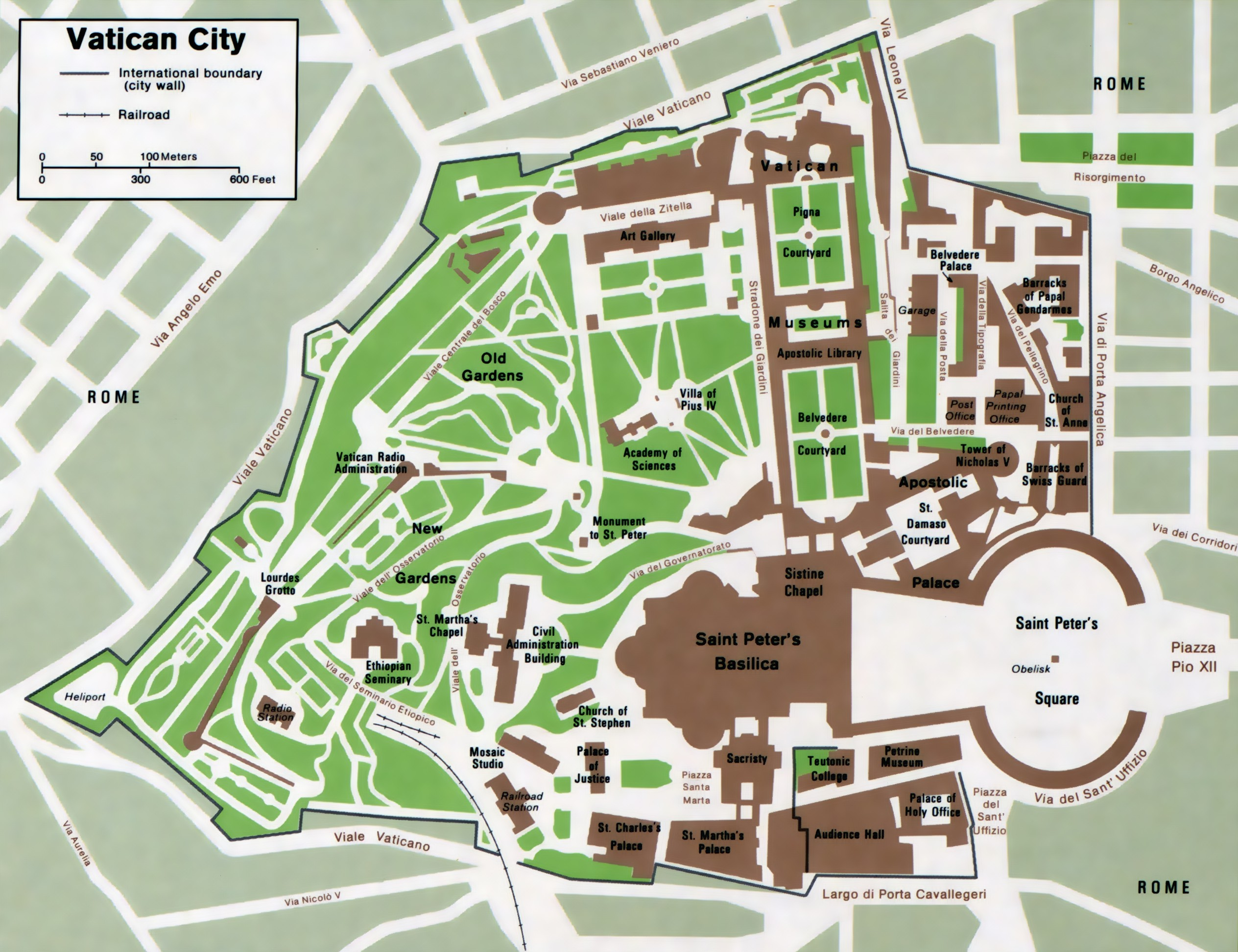
(Selecteer om te vergroten.)

Het transportsysteem in Vaticaanstad, een land 1,05 km lang en 0,85 km breed, is een klein transportsysteem zonder luchthavens of snelwegen. Er is geen openbaar vervoer in het land. Een helikopterplatform en een korte spoorlijn worden alleen voor speciale gelegenheden gebruikt. De meeste bezoekers lopen vanaf een nabijgelegen Romeins treinstation, metrostation, tram of bushalte. Gegeven een gemiddelde loopsnelheid van 3,6 km/u kan Vaticaanstad in 20 minuten of minder worden doorkruist. Een groot deel van de infrastructuur in het Vaticaan bestaat dus uit het Sint-Pietersplein zelf, gangen en paden in de basiliek en de omliggende gebouwen, en looppaden achter en tussen de gebouwen. De helikopterhaven van Vaticaanstad ligt in de westelijke hoek van de stadstaat en wordt alleen gebruikt door functionarissen van de Heilige Stoel en officiële bezoekers.

## Luchtvervoer

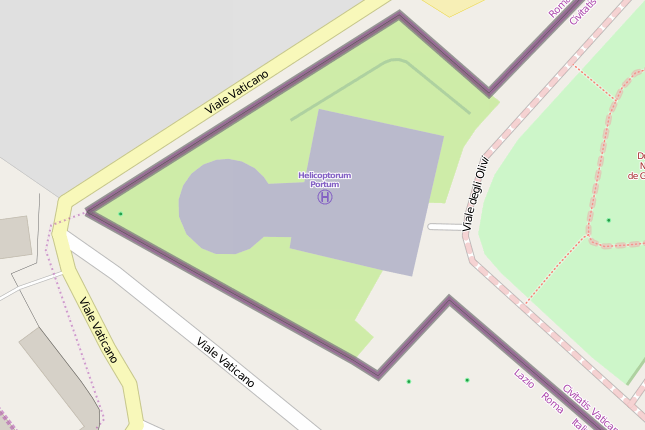
Helicopterhaven Vaticaanstad

Vaticaanstad wordt bediend door Vatican City Heliport, dat soms wordt gebruikt door officiële bezoekers. Er is geen openbare luchthaven en bezoekers kunnen gebruik maken van de twee luchthavens van Rome, met name de luchthaven Fiumicino (Leonardo da Vinci) en de luchthaven Ciampino.
Luchthaven Fiumicino, opgericht in de jaren 1960, ligt op ongeveer 30 kilometer van Vaticaanstad en is de belangrijkste internationale toegangspoort tot Rome. De luchthaven Ciampino was oorspronkelijk een militair vliegveld, maar is sinds de jaren 70 een burgerluchthaven en ligt op ongeveer 20 kilometer van Vaticaanstad. Beide luchthavens zijn met verschillende vervoersmogelijkheden verbonden met Vaticaanstad.

## Railvervoer

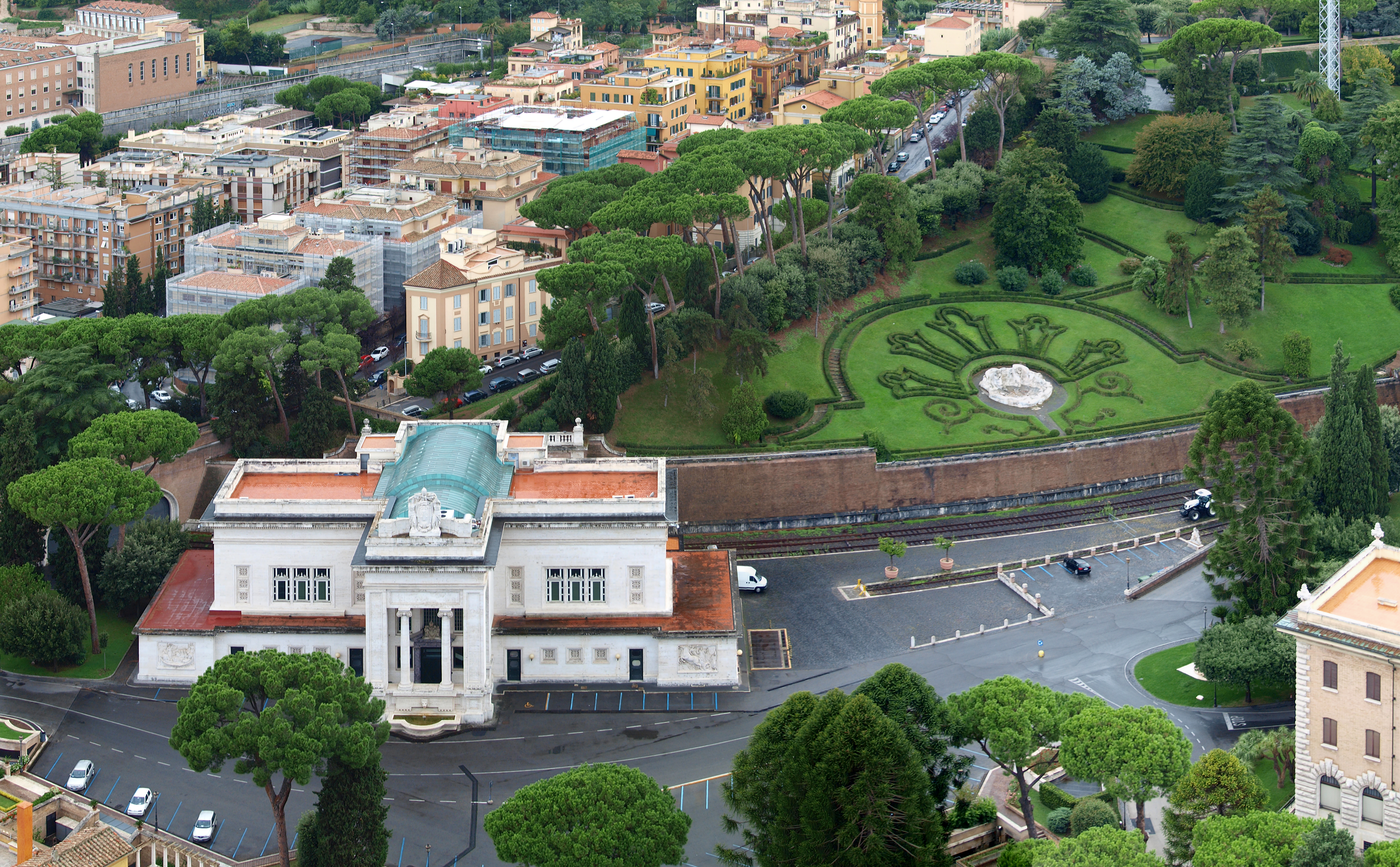
Treinstation Vaticaanstad

Vaticaanstad is per trein bereikbaar via nabijgelegen stations in Rome. Het dichtstbijzijnde treinstation is Roma San Pietro, gelegen buiten de muren van Vaticaanstad. Dit station wordt bediend door de regionale treinlijn FL5 en biedt verbindingen naar Roma Termini en andere plaatsen in Rome. Het wordt ook bediend door metrolijn A van Rome, met de stations Ottaviano en Cipro-Musei Vaticani op tien minuten loopafstand van de stadstaat. Het tramstation Risorgimento/San Pietro bedient ook het Vaticaan via tramlijn 19.

## Wegvervoer

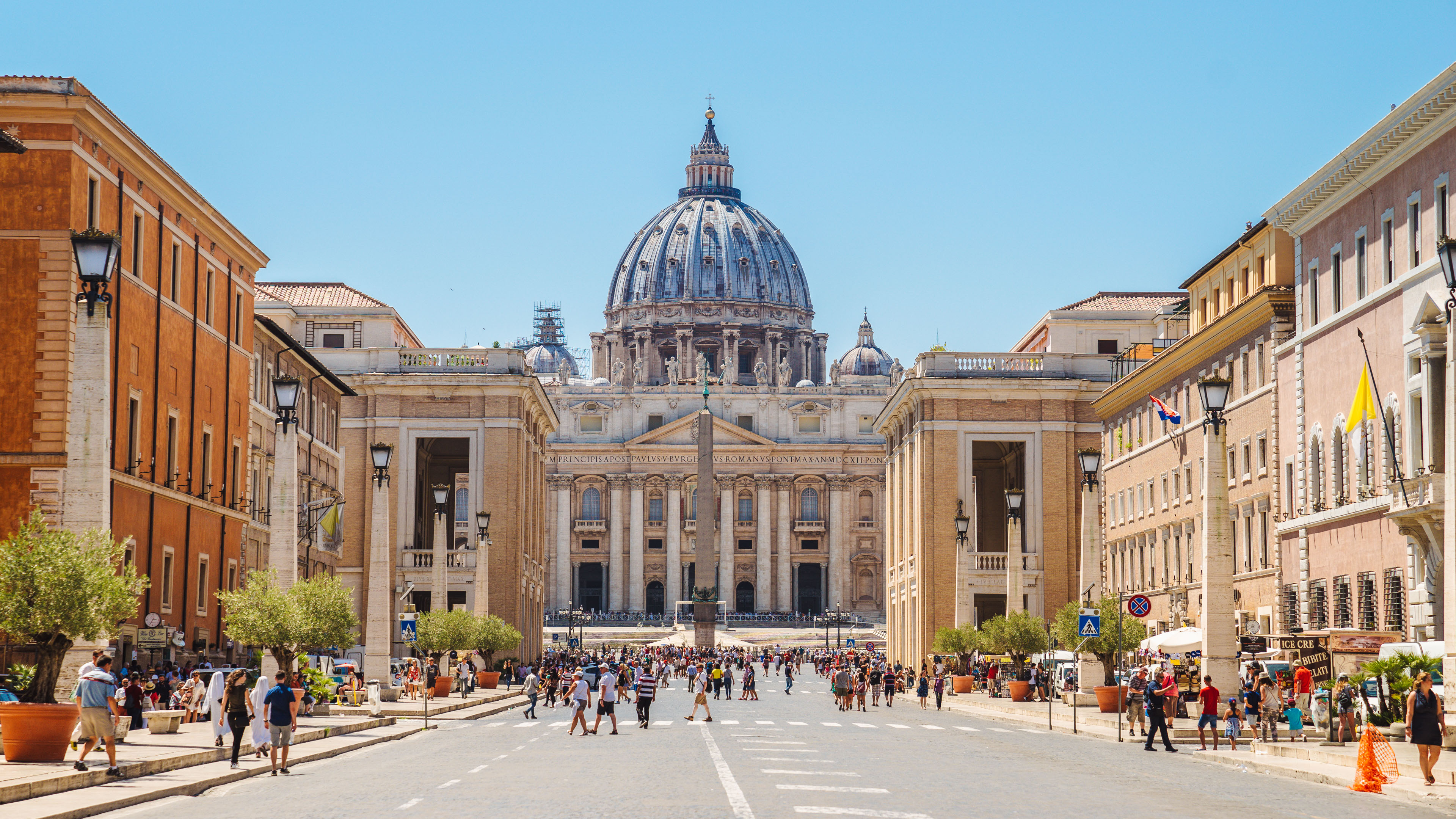
Mussolini liet middeleeuwse huizen en kerken slopen om de Via della Conciliazione aan te leggen, die naar het Sint-Pietersplein leidt.

Vaticaanstad wordt bediend door het uitgebreide openbaar vervoernetwerk van Rome, inclusief bussen, taxi's en privévervoer. ATAC-bussen, zoals bus 40 (die  Rome Termini verbindt met Piazza Pia bij de Sint-Pietersbasiliek) en bus 64 (die het centrum van Rome verbindt met station San Pietro), rijden vlak langs Vaticaanstad. Bovendien zijn er in heel Rome directe vervoersmogelijkheden, zoals taxi's en privévervoer.